# Pantanodon madagascariensis
Pantanodon madagascariensis is een  straalvinnige vissensoort uit de familie van levendbarende tandkarpers (Poeciliidae). De wetenschappelijke naam van de soort is voor het eerst geldig gepubliceerd in 1963 door Arnoult.
De soort staat op de Rode Lijst van de IUCN als Uitgestorven, beoordelingsjaar 2004.